# Академія наук вищої школи України
Акаде́мія нау́к ви́щої шко́ли Украї́ни (АН ВШУ) — громадська організація, яка об'єднує провідних фахівців університетської ланки науки.

## Історія
Заснування АН ВШУ відбулося на тлі процесів демократизації української науки, які відбувалися на початку 1990-х. Воно стало відповіддю на об'єктивну потребу піднести статус університетської науки, яка в рамках адміністративної системи, виробленої ще за часів СРСР, перебувала в дискримінованому становищі щодо науки академічної.
Першу ініціативну групу зі створення АН ВШУ склали відомі українські вчені, професори Київського національного університету ім. Т. Шевченка доктори фізико-математичних наук Віталій Іларіонович Стріха і Юрій Іванович Чутов, та доктор геолого-мінералогічних наук Микола Іванович Дробноход. На скликані ініціативною групою Установчі збори 27 листопада 1992 року прибули 50 провідних докторів наук, професорів українських ВНЗ, які й стали академіками-засновниками АН ВШУ.
Збори затвердили Статут Академії, обрали її керівництво. Першим президентом АН ВШУ обрано В. І. Стріху, віце-президентами — М. І. Дробнохода та Ю. І. Чутова, головним ученим секретарем — М. Г. Кувшинського.
В перші роки роботи Академії регіональні відділення АН ВШУ було створено в усіх обласних центрах України, її наукові відділення охоплювали всю широчінь наукової тематики, яка розвивалася в українських ВНЗ.
АН ВШУ стала організатором численних наукових конференцій, семінарів, «круглих столів», присвячених актуальним проблемам розвитку української науки й вищої школи.
Колективними членами АН ВШУ стали провідні ВНЗ України, таким чином у роботі академії на кінець 1998 року брали участь не тільки 418 її дійсних членів, а й 2800 професорів та 13000 доцентів із провідних ВНЗ.
Проте в цей же час в житті Академії почали виявлятися й стагнаційні тенденції, пов'язані значною мірою із загальною зміною суспільної атмосфери, згасанням демократичного імпульсу початку 1990-х, надзвичайно скрутним фінансовим станом української науки й освіти в цілому. Тяжким ударом для АН ВШУ стало те, що 8 лютого 1999 року передчасно пішов з життя її засновник і перший президент В. І. Стріха. 18 грудня того ж року новим президентом АН ВШУ обрано М. І. Дробнохода.
Загальними зборами Академії 17 квітня 2004 року обрано новий склад керівництва Академії на чолі з президентом М. І. Дробноходом. Починаючи з 2004 року відбувалося відродження науково-організаційного життя АН ВШ України. Стабільно працювала її Президія та більшість наукових відділень. Центральними подіями для АН ВШУ за вказаний період стали щорічні Академічні читання пам'яті В. І. Стріхи, які набули статусу одного з помітних форумів університетської науки, поновлення видання «Наукових записок АН ВШ України», відкриття сайту Академії, який вмішує оперативну інформацію про життя АН ВШУ, публікує статті академіків.
Підвищенню статусу Академії, можливостей її впливу на ситуацію в науково-освітній сфері стало призначення Президента АН ВШ України М. І. Дробнохода радником міністра освіти і науки України та членом Піклувальної ради Стипендіальної програми «Завтра.UA» Благодійного фонду Віктора Пінчука. Академія послідовно відгукувалася на важливі події в науково-освітньому житті держави, брала участь в обговоренні проєктів державних нормативних документів, за її поданням низку провідних науковців було відзначено державними нагородами.
Звітно-виборна Конференція Академії 21 квітня 2007 року переобрала М. І. Дробнохода президентом АН ВШУ на черговий трирічний термін, сформувала новий склад Президії та КРК, визначила основі напрямки роботи Академії на подальший період. Вони, зокрема, включають участь у процесах реформування української вищої освіти й науки; участь у визначенні основних напрямків наукових досліджень у вищих навчальних закладах України шляхом тіснішої взаємодії з Міністерством освіти та науки України, комітетом Верховної Ради України з питань освіти та науки; обмін інформацією з іншими науковими вітчизняними та зарубіжними організаціями; діяльність у напрямку розширення україномовного освітнього простору; співпрацю з НАН України з метою забезпечення освітнього процесу сучасними українськими підручниками.
М. І. Дробноход очолював академію до своєї смерті 7 жовтня 2013 року. 11 жовтня того ж року Президія АН вищої школи України поклала виконання обов"язків президента академії на відомого вченого в галузі інформатики та системного аналізу О. Г. Наконечного, який з 2014 р. є Президентом Академії.
Дійсними та почесними членами академії на січень 2021 року є 496 українських учених.

## Нагороди Академії
Великий престиж серед наукової громадськості одержали Академічні Нагороди Володимира Великого (щороку їх присуджують за громадську діяльність, яка сприяє розвитку української освіти й науки) та Ярослава Мудрого (яку присуджують за досягнення у галузі науки й техніки).

## Члени академії

### Академіки-засновники
Академіки-засновники АН ВШ України, обрані Установчими зборами 27 листопада 1992 року:
| 1. Алексюк А. М. (Київ) 2. Андрейчин М. А. (Тернопіль) 3. Андрієнко Д. П. (Київ) 4. Барінов Е. Ф. (Донецьк) 5. Бєлов Ю. А. (Київ) 6. Білодід О. І. (Київ) 7. Білоус В. І. (Умань) 8. Білоус В. М. (Одеса) 9. Буткевич В. Г. (Київ) 10. Великий М. М. (Львів) 11. Влох І. Й. (Львів) 12. Влох Орест-Степан Григорович (Львів) 13. Ворошилов Ю. В. (Ужгород) 14. Головач А. В. (Київ) 15. Губар С. І. (Черкаси) 16. Гудивок П. М. (Ужгород) 17. Дороговцев А. Я. (Київ) 18. Дробноход Микола Іванович (Київ) 19. Зима В. І. (Київ) 20. Івасишен С. Д. (Чернівці) 21. Каретніков В. Г. (Одеса) 22. Кирилюк В. П. (Львів) 23. Коляденко В. Г. (Київ) 24. Комендар В. І. (Ужгород) 25. Корнілов М. Ю. (Київ) | 1. Кувшинський М. Г. (Київ) 2. Куліш В. В. (Суми) 3. Лобойко О. Я. (Харків) 4. Ляшенко І. М. (Київ) 5. Мощич П. С. (Київ) 6. Набиванець Б. Й. (Київ) 7. Нагорняк С. Г. (Київ) 8. Косенко А. Є. (Львів) 9. Петренко П. В. (Київ) 10. Пістун М. Д. (Київ) 11. Рудницький В. Б. (Хмельницький) 12. Савицький В. Г. (Львів) 13. Савула Я. Г. (Львів) 14. Савул П. Ю. (Рівне) 15. Савчук В. С. (Київ) 16. Сікора В. Д. (Київ) 17. Сливка В. Ю. (Ужгород) 18. Слюсарчук В. Ю. (Рівне) 19. Стріха В. І. (Київ) 20. Федоренко О. І. (Суми) 21. Фіцула М. М. (Тернопіль) 22. Чередниченко О. І. (Київ) 23. Чутов Ю. І. (Київ) 24. Яблонський В. А. (Кам'янець-Подільський) 25. Яцимирський В. К. (Київ) |

### Список членів
Список членів АНВШУ станом на квітень 2025:
1. Ангельський Олег В'ячеславович
2. Андрієвський Сергій Михайлович
3. Андронов Іван Леонідович
4. Андрусишин Богдан Іванович
5. Анісімов Ігор Олексійович
6. Артемов Володимир Юрійович
7. Бакіров Віль Савбанович
8. Бахрушин Володимир Євгенович
9. Бацевич Флорій Сергійович
10. Бейко Іван Васильович
11. Березенко Валентина Сергіївна
12. Боголюбов Володимир Миколайович
13. Бодров Володимир Григорович
14. Бойко Анжела Іванівна
15. Бойчук Тарас Миколайович
16. Бомба Андрій Ярославович
17. Бондарева Олена Євгенівна
18. Бондаренко Іван Петрович
19. Буткевич Володимир Григорович
20. Буткевич Ольга Володимирівна
21. Варналій Захарій Степанович
22. Веклич Анатолій Миколайович
23. Великий Микола Миколайович
24. Вижва Сергій Андрійович
25. Вишнікін Андрій Борисович
26. Відьмаченко Анатолій Петрович
27. Вірченко Ніна Опанасівна
28. Влох Ростислав Орестович
29. Волженцева Ірина Вікторівна
30. Волосник Юрій Петрович
31. Воробйова Ольга Петрівна
32. Ворожбіян Михайло Іванович
33. Галущак Мар'ян Олексійович
34. Гарник Тетяна Петрівна
35. Герасимов Олег Іванович
36. Гирич Ігор Борисович
37. Гірін Олег Борисович
38. Гладишевський Роман Євгенович
39. Гладкий Микола Васильович
40. Гладких Володимир Андрійович
41. Головко Олександр Борисович
42. Городній Михайло Федорович
43. Грибан Григорій Петрович
44. Григорків Василь Степанович
45. Григорук Валерій Іванович
46. Гриньов Борис Вікторович
47. Грінченко Віктор Тимофійович
48. Губерський Леонід Васильович
49. Губинський Михайло Володимирович
50. Дзюблюк Олександр Валерійович
51. Дияк Іван Іванович
52. Добсон Майкл (Michael Dobson)
53. Довгаль Олена Андріївна
54. Дорошенко Світлана Іванівна
55. Дужий Ігор Дмитрович
56. Єрьомін Олександр Олегович
57. Жданов Валерій Іванович
58. Желавський Микола Миколайович
59. Житарюк Іван Васильович
60. Жолос Олександр Вікторович
61. Жулканич Неля Михайлівна
62. Загнітко Анатолій Панасович
63. Загнітко Василь Миколайович
64. Загородній Анатолій Глібович
65. Засельський Володимир Йосипович
66. Зацний Юрій Антонович
67. Зимомря Іван Миколайович
68. Зимомря Микола Іванович
69. Іваниця Володимир Олексійович
70. Іванова Наталя Георгіївна
71. Івнєв Борис Борисович
72. Ільченко Володимир Васильович
73. Ісмаілова Неллі Петрівна
74. Казакова Надія Феліксівна
75. Кайдашев Ігор Петрович
76. Калакура Ярослав Степанович
77. Калібабчук Валентина Олександрівна
78. Капустян Олексій Володимирович
79. Карабан В'ячеслав Іванович
80. Катрич Віктор Олександрович
81. Квіт Сергій Миронович
82. Кігурадзе Іван Таріелович
83. Кісельова Олена Михайлівна
84. Кляченко Оксана Леонідівна
85. Коваленко Олександр Володимирович
86. Коваліско Наталія Володимирівна
87. Коваль Валерій Вікторович
88. Ковальчук Костянтин Федорович
89. Коломієць Лада Володимирівна
90. Кондратенко Сергій Вікторович
91. Конет Іван Михайлович
92. Корбозерова Ніна Миколаївна
93. Коробейніков Георгій Валерійович
94. Король Марина Михайлівна
95. Кошляков Олексій Євгенович
96. Крутов Василь Васильович
97. Крючко Тетяна Олександрівна
98. Кузькін Олексій Феліксович
99. Куценко Олександр Сергійович
100. Левченко Наталія Микитівна
101. Лизогуб Володимир Сергійович
102. Лимарченко Олег Степанович
103. Лисенко Тетяна Володимирівна
104. Литвин Микола Романович
105. Лихолат Олена Анатоліївна
106. Лихолат Юрій Васильович
107. Лісовий Микола Михайлович
108. Лунтовський Андрій Олегович
109. Лупенко Сергій Анатолійович
110. Луцишин Зоряна Орестівна
111. Любчик Леонід Михайлович
112. Макарчук Микола Юхимович
113. Максін Віктор Іванович
114. Манько Тамара Антонівна
115. Маринець Василь Васильович
116. Мартинюк Віктор Семенович
117. Марценюк Василь Петрович
118. Мащенко Сергій Олегович
119. Мельник Василь Павлович
120. Мельник Степан Іванович
121. Мешко Наталія Петрівна
122. Міца Володимир Михайлович
123. Мішура Юлія Степанівна
124. Могилатенко Володимир Геннадійович
125. Мойсишин Василь Михайлович
126. Моклячук Михайло Павлович
127. Монолатій Іван Сергійович
128. Мохунь Ігор Іванович
129. Мошинський Віктор Степанович
130. Наконечний Олександр Григорович
131. Наумик Валерій Владиленович
132. Нікіфоров Петро Опанасович
133. Ніколенко Микола Васильович
134. Новосядлий Богдан Степанович
135. Осецький Валерій Леонідович
136. Осьодло Василь Ілліч
137. Павелків Роман Володимирович
138. Павко Анатолій Іванович
139. Панасюк Олексій Варфоломійович
140. Папакін Георгій Володимирович
141. Парасюк Ігор Остапович
142. Паславська Алла Йосипівна
143. Патика Володимир Пилипович
144. Патика Микола Володимирович
145. Пачковський Юрій Франкович
146. Перегуда Євген Вікторович
147. Петкова Леся Омелянівна
148. Петренко Віталій Олександрович
149. Пінчук Валерія Олександрівна
150. Польовий Анатолій Миколайович
151. Пономаренко Ольга Іванівна
152. Поперенко Леонід Володимирович
153. Потильчак Олександр Валентинович
154. Приседський Юрій Георгійович
155. Присяжнюк Юрій Іванович
156. Пришляк Олександр Олегович
157. Пройдак Юрій Сергійович
158. Пронкевич Олександр Вікторович
159. Ребрій Олександр Володимирович
160. Романенко Михайло Ілліч
161. Романов Микола Степанович
162. Рудько Галина Юріївна
163. Румянцев Анатолій Павлович
164. Руснак Алла Валентинівна
165. Руснак Олександр Васильович
166. Савенков Сергій Миколайович
167. Садівничий Володимир Олексійович
168. Сахненко Микола Дмитрович
169. Сегеда Сергій Петрович
170. Сеті Юлія Олександрівна
171. Сєров Микола Іванович
172. Сігарьов Євген Миколайович
173. Скаб Мар'ян Стефанович
174. Скиба Володимир Вікторович
175. Скришевський Валерій Антонович
176. Соболєв Валерій Вікторович
177. Станжицький Олександр Миколайович
178. Стеблюк Всеволод Володимирович
179. Стоян Володимир Антонович
180. Стріха Максим Віталійович
181. Стронський Олександр Володимирович
182. Субботін Сергій Олександрович
183. Сухий Костянтин Михайлович
184. Суярко Василь Григорович
185. Тимошенко Володимир Андрійович
186. Тишко Федір Олексійович
187. Ткаченко Анатолій Олександрович
188. Торкут Наталія Миколаївна
189. Туленков Микола Васильович
190. Улицький Олег Андрійович
191. Фалалєєва Тетяна Михайлівна
192. Фатула Михайло Іванович
193. Федорова Наталія Володимирівна
194. Фехер Александер
195. Філіпенко Антон Сергійович
196. Фурман Анатолій Васильович
197. Ханін Ігор Григорович
198. Холод Олександр Михайлович
199. Хом'як Іван Миколайович
200. Хричиков Валерій Євгенович
201. Циганов Сергій Андрійович
202. Чабанюк Ярослав Михайлович
203. Чалий Кирило Олександрович
204. Черевко Ігор Михайлович
205. Чередниченко Олександр Іванович
206. Черній Дмитро Іванович
207. Черноватий Леонід Миколайович
208. Черняк Андрій Миколайович
209. Чеченєв Володимир Андрійович
210. Чигиринець Олена Едуардівна
211. Чорноус Анатолій Миколайович
212. Шайгородський Юрій Жанович
213. Шаломєєв Вадим Анатолійович
214. Шахно Степан Михайлович
215. Швачко Світлана Олексіївна
216. Швець Валерій Тимофійович
217. Швець Олександр Юрійович
218. Шевченко Ірина Семенівна
219. Шевчук Ігор Олексадрович
220. Шека Денис Дмитрович
221. Шилін Микола Олександрович
222. Шнирков Олександр Іванович
223. Юрченко Олег Іванович
224. Яблонська Оксана Валентинівна
225. Ямшинський Михайло Михайлович
226. Ясинський Володимир Кирилович
227. Яцків Ярослав Степанович